# Zdeněk Herman
Zdeněk Herman (24. března 1934 Libušín u Kladna – 25. února 2021) byl český fyzikální chemik.

## Vědecká kariéra
V Kladně absolvoval gymnázium (1944–52) a po něm Matematicko-fyzikální fakultu Univerzity Karlovy (1952–57), obor fyzikální chemie a radiochemie (diplomová práce z analytické aplikace radiochemie, vedoucí prof. F. Běhounek). V roce 1957 nastoupil do Ústavu fyzikální chemie ČSAV, jemuž zůstal věren celý život. Spolupracoval s Dr. Vladimírem Čermákem v oddělení hmotnostní spektrometrie ve výzkumu srážkových procesů iontů a vzbuzených částic metodami hmotnostní spektrometrie. V r. 1963 obhájil kandidátskou práci (CSc) a v r. 1984 doktorskou práci (DrSc) v oblasti dynamiky chemických reakcí iontů.
Během postdoktorálního pobytu na Yale University u prof. R. Wolfganga (1964–65) zkonstruoval jednu z prvních aparatur pro výzkum srážek iontů metodou rozptylu ve zkřížených paprscích částic. Vylepšenou formu tohoto přístroje potom postavil v pražském ústavu (1970) a používal ji pak se svými spolupracovníky ve výzkumu chemických reakcí kationtů a dikationtů, procesů přenosu náboje a srážek iontů s povrchy pevných látek rozptylovou metodou až do r. 2010. Je autorem více než 240 prací a kapitol v odborných monografiích. V Ústavu fyzikální chemie zastával řadu funkcí (vedoucí oddělení chemické fyziky, zástupce ředitele ústavu (1989-91), předseda a člen Vědecké rady ústavu). Po roce 1989 se účastnil transformace Akademie věd ČR, kromě jiných funkcí byl viceprezidentem akademické Grantové agentury (1990-92) a v letech 1993 až 1999 byl členem akademické Vědecké rady. Roku 1996 byl jmenován profesorem fyzikální chemie. Stb jej vedla pod krycím jménem Antoš jako důvěrníka, tajného spolupracovníka a
agenta, po tomto zjištění musel v období 1991/92 opustit jak vedení ústavu tak i akademické Grantové
agentury.

## Ocenění
Jeho práce byla mnohokrát oceněna, v r. 1980 udělením Společné ceny ČSAV a Akademie věd NDR (spolu s V. Pacákem a L. Zűlicke, F. Schneiderem a Ch. Zuhrtem). R. 1992 získal v SRN Cenu Alexandra von Humboldta (jako první český přírodovědec) a roku 2003 u nás Národní cenu Česká hlava za celoživotní dílo. Je čestným profesorem iontové fyziky Leopold-Franzens Universität Innsbruck, kde mu byl také udělen čestný doktorát (2009). Byl dvakrát (1980, 2001) Visiting Fellow, Joint Institute for Laboratory Astrophysics (JILA), University of Colorado, Boulder, CO, USA. Mimo jiné je nositelem Medaile Jana Marca Marci Čs. společnosti spektroskopické, Medaile E. Schroedingera SASP (Symposium on Atomic and Surface Physics), Medaile Mezinárodní konference MOLEC ((European Conference on Dynamics of Molecular Systems) a čestným členem České společnosti pro hmotnostní spektrometrii. Spolupracoval s řadou institucí po celém světě (USA, SRN, Velká Británie, Japonsko, Francie, Rakousko), kde působil většinou jako Visiting Professor, zvláště pak s Max-Planck Institut fűr Strömungsforschung v Göttingen (SRN) a s universitou v Innsbrucku. K jeho šedesátinám publikoval mezinárodní časopis Journal of Physical Chemistry zvláštní čestné číslo a k jeho 75. narozeninám zvláštní číslo časopis International Journal of Mass Spectrometry. Od r. 2014 Nadační fond Resonance uděluje Cenu Zdeňka Hermana za nejlepší disertační práci v oblasti chemické fyziky a hmotnostní spektrometrie a od r. 2016 mezinárodní konference MOLEC udílí medaili nesoucí jeho jméno (Zdenek Herman Young Scientist Prize). Podle databáze WoS z února 2021 byly jeho práce citovány 1573krát (H-index 27).

## Umělecká tvorba
Ve volném čase se věnoval malbě a sochařství. Jeho umělecké práce byly prezentovány na výstavách (např. Rabasova Galerie, Rakovník, 2012). Na Rakovnicku má ve veřejném prostoru tři sochy (kopie barokní sochy sv. Isidora na sloupu u Skřivaně, sv. Isidor u Všetat a sv. Vojtěch v parku v Pavlíkově) a v několika ústavech Akademie věd ČR busty zakladatelů (Ústav chemických procesů, Ústav fyzikální chemie).